# 국도 제1호선 (일본)
일본 1번 국도(일본어: 国道1号 고쿠도 이치고[*]→국도 1호)는 도쿄도 주오구와 오사카부 오사카시 기타구를 잇는 총 연장 760.9 km 거리를 가진의 일본의 일반 국도 노선이다.

## 주요 경유지
- 도쿄도
  - 주오구 - 지요다구 - 미나토구 - 시나가와구 - 오타구
- 가나가와현
  - 가와사키시 사이와이구 - 요코하마시 쓰루미구 - 요코하마시 가나가와구 - 요코하마시 니시구 - 요코하마시 호도가야구 - 요코하마시 미나미구 - 요코하마시 도쓰카구 - 후지사와시 - 지가사키시 - 나카군 오이소정 - 나카군 니노미야정 - 오다와라시 - 아시가라시모군 하코네정
- 시즈오카현
  - 다가타군 간나미정 - 미시마시 - 슨토군 시미즈정 - 슨토군 나가이즈미정 - 누마즈시 - 후지시 - 시즈오카시 시미즈구 - 시즈오카시 스루가구 - 시즈오카시 아오이구 - 후지에다시 - 시마다시 - 가케가와시 - 후쿠로이시 - 이와타시 - 하마마쓰시 히가시구 - 하마마쓰시 미나미구 - 하마마쓰시 니시구 - 고사이시
- 아이치현
  - 도요하시시 - 도요카와시 - 오카자키시 - 안조시 - 지류시 - 가리야시 - 도요아케시 - 나고야시 미도리구 - 나고야시 미나미구 - 나고야시 미즈호구 - 나고야시 아쓰타구 - 나고야시 나카가와구 - 나고야시 미나토구 - 아마군 가니에정 - 아이사이시 - 야토미시
- 미에현
  - 구와나시 - 미에군 아사히정 - 미에군 가와고에정 - 욧카이치시 - 스즈카시 - 가메야마시
- 시가현
  - 고카시 - 고난시 - 릿토시 - 구사쓰시 - 오쓰시
- 교토부
  - 교토시 야마시나구 - 교토시 히가시야마구 - 교토시 시모교구 - 교토시 미나미구 - 교토시 후시미구 - 우지시 - 구세군 구미야마정 - 야와타시
- 오사카부
  - 히라카타시 - 네야가와시 - 모리구치시 - 오사카시 아사히구 - 오사카시 조토구 - 오사카시 미야코지마구 - 오사카시 기타구

## 사진

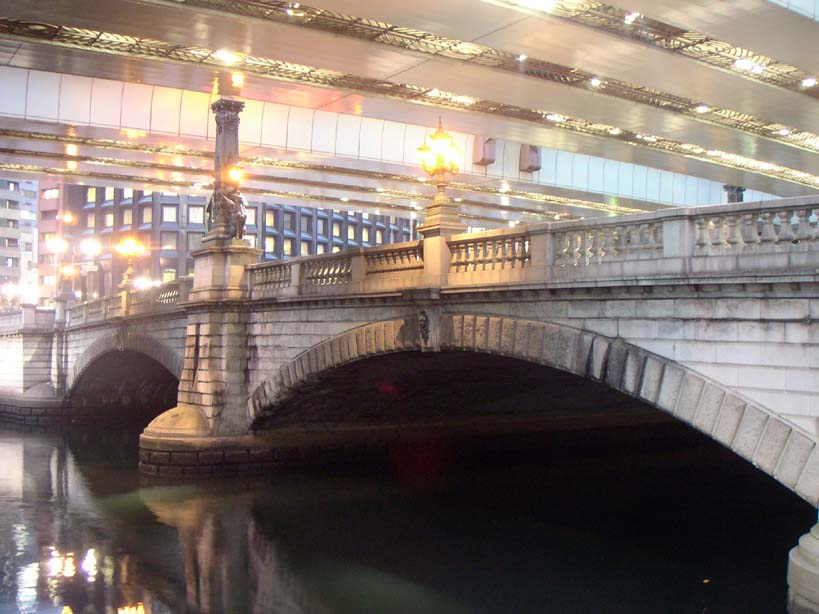
기점인 니혼바시 다리
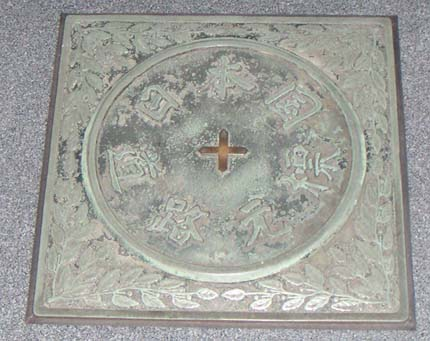
기점을 나타내는 표시
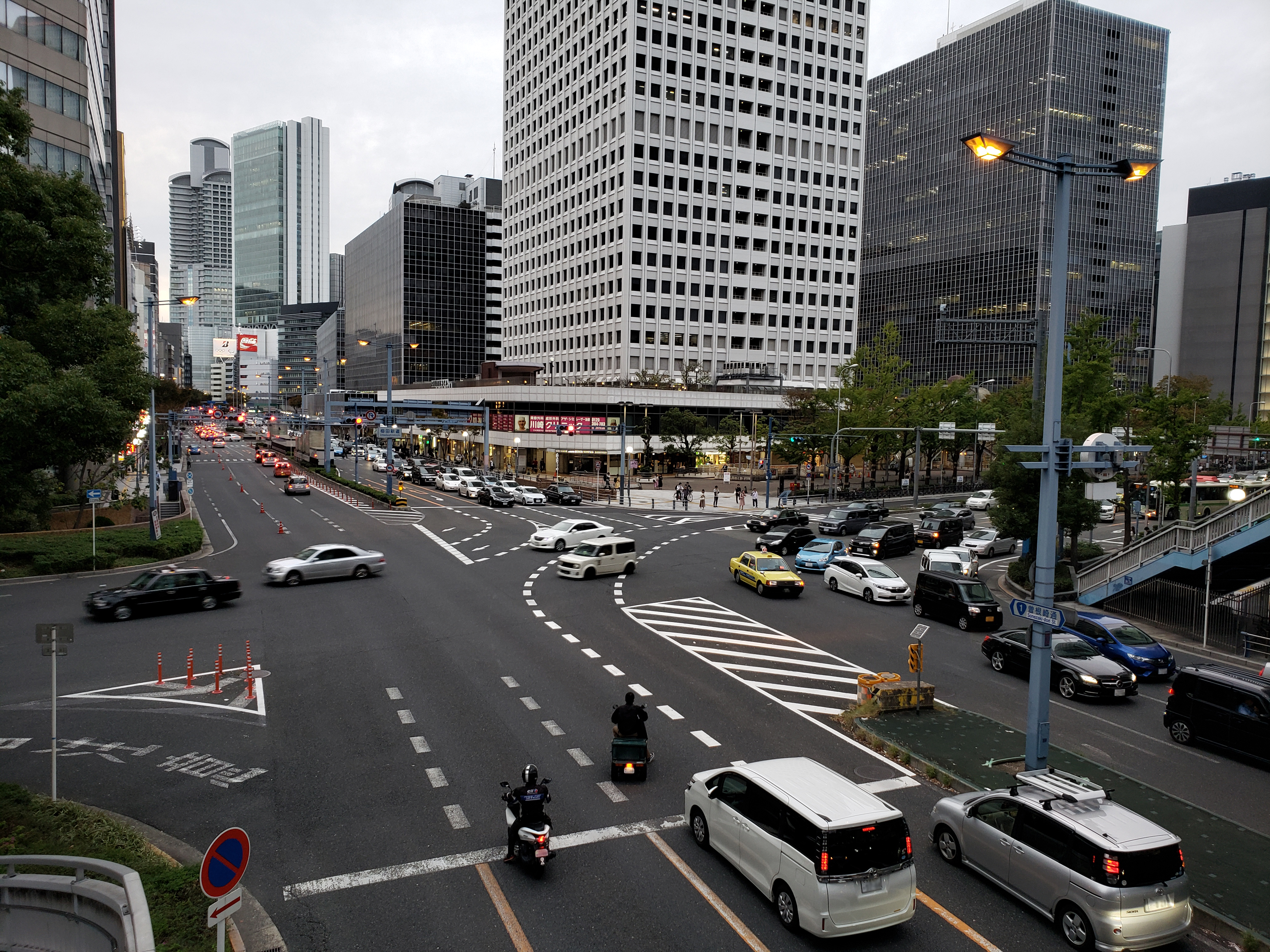
종점인 우메다 신도

## 같이 보기
- 오기칠도